# Première bataille de Wawer
Insurrection de novembre 1830
Batailles
- Stoczek
- Dobra
- Kałuszyn
- Wawer
- Nowa Wieś
- Białołęka
- Grochow
- Kurow
- Wawer
- Debe Wielkie
- Domanice
- Iganie
- Kazimierz Dolny
- Ostrołęka
- Wola

La première bataille de Wawer s'est déroulée le 19 et 20 février 1831, entre la Pologne et la Russie. Elle oppose les forces polonaises, menées par Jan Zygmunt Skrzynecki, au corps impérial russe, commandé par Hans Karl von Diebitsch, et prend fin avec le succès tactique des premières.

## Sources
- Marie Brzozowski, La Guerre de Pologne en 1831, Forgotten Books, 26 novembre 2018 (1re éd. 1833), 310 p. (ISBN 978-0428910167).